# Zanac
Zanac — видеоигра в жанре вертикального скролл-шутера, разработанная компанией Compile. Изначально Zanac был выпущен в Японии в 1986 году для домашних компьютеров стандарта MSX1. Также были выпущены версии для игровых консолей Nintendo Famicom Disk System (только для Японии, дата выхода 28 ноября 1986) и NES (США, октябрь 1987). Впоследствии была выпущена обновлённая версия игры для компьютеров MSX2 под названием Zanac Ex.
Продолжение игры, Zanac X Zanac, вышло в Японии на игровой консоли PlayStation 29 ноября 2001 года. Эта игра не выходила в США и Европе.

## Особенности
Zanac отличался от других игр жанра уникальной реализацией «искусственного интеллекта» противников. Действия игрока — такие как стрельба, взятие призов, разрушение вражеских укреплений, и некоторые другие — могут приводить к увеличению или уменьшению количества противников и влиять на их поведение. В начале каждого из 12 уровней настройки «интеллекта» сбрасываются, также это происходит при уничтожении специального врага («Sart»).
Как и многие другие видеоигры того периода, Zanac является типичным примером использования Engrish — искажённого английского языка. Игра содержит большое количество ошибок перевода, грамматических ошибок и опечаток. Они присутствуют как в самой игре, так и в руководстве пользователя. Например, на титульном экране игры слово «designed» написано как «desinded». Это является следствием того, что перевод на английский выполнялся собственными силами разработчиков, родным языком которых являлся японский.

## Оценки
| Иноязычные издания | Иноязычные издания |
| Издание            | Оценка             |
| ------------------ | ------------------ |
| AllGame            | 4/5                |
| GameSpot           | 7,5                |
| IGN                | 6,5                |